# NGC 2975
NGC 2975 este o galaxie lenticulară situată în constelația Hidra. A fost descoperită în 1886 de către Ormond Stone⁠(d).